# Сателит 2015
19-ите награди Сателит (на английски: 19th Satellite Awards) са връчени от „Академията за международна преса“ на 15 февруари 2015 г. Номинациите са обявени на 1 декември 2014 г.

## Множество номинации
| Кино                             | Кино                            | Кино      | Кино    |
| Заглавие на български            | Оригинално заглавие             | Номинации | Награди |
| -------------------------------- | ------------------------------- | --------- | ------- |
| Бърдмен                          | Birdman                         | 10        | 3       |
| Игра на кодове                   | The Imitation Game              | 8         | 1       |
| Юношество                        | Boyhood                         | 7         | 2       |
| Не казвай сбогом                 | Gone Girl                       | 7         | —       |
| Теорията на всичко               | The Theory of Everything        | 5         | —       |
| Камшичен удар                    | Whiplash                        | 5         | 2       |
| Вдън горите                      | Into the Woods                  | 4         | 1       |
| Ной                              | Noah                            | 4         | —       |
| Селма                            | Selma                           | 4         | —       |
| Зората на планетата на маймуните | Dawn of the Planet of the Apes  | 3         | 2       |
| Ярост                            | Fury                            | 3         | —       |
| Гранд хотел „Будапеща“           | The Grand Budapest Hotel        | 3         | 2       |
| Вроден порок                     | Inherent Vice                   | 3         | —       |
| Интерстелар                      | Interstellar                    | 3         | —       |
| LEGO: Филмът                     | The Lego Movie                  | 3         | —       |
| Моето приключение в дивото       | Wild                            | 3         | —       |
| Американски снайперист           | American Sniper                 | 2         | —       |
| Бел                              | Belle                           | 2         | —       |
| Ловец на лисици                  | Foxcatcher                      | 2         | —       |
|                                  | Glen Campbell: I'll Be Me       | 2         | —       |
| Съдията                          | The Judge                       | 2         | —       |
| Любовта е странно нещо           | Love Is Strange                 | 2         | —       |
| Господарка на злото              | Maleficent                      | 2         | —       |
|                                  | Mommy                           | 2         | —       |
| Г-н Търнър                       | Mr. Turner                      | 2         | 1       |
| Лешояда                          | Nightcrawler                    | 2         | 1       |
| Снежен снаряд                    | Snowpiercer                     | 2         | —       |
| Трансформърс: Ера на изтребление | Transformers: Age of Extinction | 2         | —       |
| Два дни, една нощ                | Deux jours, une nuit            | 2         | —       |
| Вирунга                          | Virunga                         | 2         | 1       |

| Телевизия                          | Телевизия                          | Телевизия | Телевизия |
| Заглавие на български              | Оригинално заглавие                | Номинации | Награди   |
| ---------------------------------- | ---------------------------------- | --------- | --------- |
| Фарго                              | Fargo                              | 4         | —         |
| Хирургът                           | The Knick                          | 4         | 3         |
| Олив Китридж                       | Olive Kitteridge                   | 4         | 2         |
|                                    | The Honourable Woman               | 3         | —         |
| Останалите                         | The Leftovers                      | 3         | —         |
| Обикновено сърце                   | The Normal Heart                   | 3         | 1         |
| Викторианска готика                | Penny Dreadful                     | 3         | 2         |
| Истински детектив                  | True Detective                     | 3         | —         |
| 24: Не умирай днес                 | 24: Live Another Day               | 2         | —         |
| Аферата                            | The Affair                         | 2         | —         |
|                                    | Alpha House                        | 2         | —         |
| Зловеща семейна история: Фрийк шоу | American Horror Story: Freak Show  | 2         | 1         |
| Теория за Големия взрив            | The Big Bang Theory                | 2         | —         |
|                                    | The Fall                           | 2         | —         |
|                                    | Fleming: The Man Who Would Be Bond | 2         | —         |
| Игра на тронове                    | Game of Thrones                    | 2         | —         |
|                                    | Halt and Catch Fire                | 2         | —         |
| Ханибал                            | Hannibal                           | 2         | —         |
|                                    | Happy Valley                       | 2         | —         |
| Къща от карти                      | House of Cards                     | 2         | —         |
| Луи                                | Louie                              | 2         | —         |
|                                    | Masters of Sex                     | 2         | —         |
| Оранжевото е новото черно          | Orange Is the New Black            | 2         | —         |
| Безсрамници                        | Shameless                          | 2         | —         |
|                                    | Silicon Valley                     | 2         | —         |
| Синове на анархията                | Sons of Anarchy                    | 2         | —         |
|                                    | The Spoils of Babylon              | 2         | —         |
|                                    | Transparent                        | 2         | 2         |
|                                    | The Trip to Bountiful              | 2         | —         |
| Вице                               | Veep                               | 2         | —         |

## Награди и номинации по категория

### Кино
| Филм | Документален филм |
| --- | --- |
| - Бърдмен - Юношество - Не казвай сбогом - Гранд хотел „Будапеща“ - Игра на кодове - Любовта е странно нещо - Г-н Търнър - Селма - Теорията на всичко - Камшичен удар                                                               | - Citizenfour - Afternoon of a Faun: Tanaquil Le Clercq - Art and Craft - Finding Vivian Maier - Glen Campbell: I'll Be Me - Дюн на Ходоровски - Keep on Keepin' On - Magician: The Astonishing Life and Work of Orson Welles - Red Army - Вирунга                   |
| Анимационен филм | Чуждоезичен филм |
| - Песента на морето - Героичната шесторка - Книгата на живота - Кутийковците - Как да си дресираш дракон 2 - LEGO: Филмът - Бръчки                                                                                                  | - Мандарини - Форсмажор - Gett: Le procès de Viviane Amsalem - Ида - Левиатан - Μικρά Αγγλία - Mommy - Тимбукту - Два дни, една нощ - Диви истории |
| Режисьор | Актьорски състав |
| - Ричард Линклейтър – Юношество - Деймиън Чазел – Камшичен удар - Ава Дюверней – Селма - Дейвид Финчър – Не казвай сбогом - Алехандро Гонсалес Иняриту – Бърдмен - Мортен Тилдум – Игра на кодове                                   | Вдън горите – Мерил Стрийп, Емили Блънт, Джеймс Кордън, Ана Кендрик, Крис Пайн, Джони Деп, Лила Кроуфорд, Даниел Хътълстоун, Маккензи Моузи, Трейси Улман, Кристин Барански, Тами Бланчард, Луси Пънч, Били Магнусен и Франсис де ла Тур                             |
| Оригинален сценарий | Адаптиран сценарий |
| - Лешояда – Дан Гилрой - Бърдмен – Алехандро Гонсалес Иняриту - Юношество – Ричард Линклейтър - LEGO: Филмът – Фил Лорд и Кристофър Милър - Любовта е странно нещо – Айра Сакс и Маурицио Захариас - Селма – Ава Дюверней и Пол Уеб | - Игра на кодове – Греъм Мур - Американски снайперист – Джейсън Хол - Не казвай сбогом – Джилиан Флин - Вроден порок – Пол Томас Андерсън - Теорията на всичко – Антъни Маккартън - Моето приключение в дивото – Черил Стрейд и Ник Хорнби                           |
| Актьор | Актриса |
| - Майкъл Кийтън – Бърдмен - Стийв Карел – Ловец на лисици - Бенедикт Къмбърбач – Игра на кодове - Джейк Джилънхол – Лешояда - Дейвид Ойелоуо – Селма - Еди Редмейн – Теорията на всичко - Майлс Телър – Камшичен удар               | - Джулиан Мур – Все още Алис - Марион Котияр – Два дни, една нощ - Ан Дорвал – Mommy - Фелисити Джоунс – Теорията на всичко - Гугу Мбата-Роу – Бел - Розамунд Пайк – Не казвай сбогом - Рийз Уидърспун – Моето приключение в дивото                                  |
| Актьор в поддържаща роля | Актриса в поддържаща роля |
| - Джей Кей Симънс – Камшичен удар - Робърт Дювал – Съдията - Итън Хоук – Юношество - Едуард Нортън – Бърдмен - Марк Ръфало – Ловец на лисици - Анди Съркис – Зората на планетата на маймуните                                       | - Патриша Аркет – Юношество - Лора Дърн – Моето приключение в дивото - Кийра Найтли – Игра на кодове - Ема Стоун – Бърдмен - Тилда Суинтън – Снежен снаряд - Катрин Уотърстън – Вроден порок                                                                         |
| Кинематография | Филмов монтаж |
| - Г-н Търнър – Дик Поуп - Бърдмен – Емануел Любецки - Не казвай сбогом – Джеф Кроненует - Вроден порок – Робърт Елсуит - Интерстелар – Хойте ван Хойтема - Теорията на всичко – Беноа Делом                                         | - Зората на планетата на маймуните – Стан Салфас и Уилям Хой - Американски снайперист – Гари Роуч и Джоел Кокс - Бърдмен – Дъглас Крайз и Стивън Мириони - Юношество – Сандра Адеър - Ярост – Доди Дорн и Джей Касиди - Игра на кодове – Уилям Голденбърг            |
| Филмова музика | Оригинална песен |
| - Бърдмен – Антонио Санчес - Ярост – Стивън Прайс - Не казвай сбогом – Трент Резнър и Атикъс Рос - Игра на кодове – Александър Деспла - Интерстелар – Ханс Цимер - Съдията – Томас Нюман                                            | - „We Will Not Go“ – Вирунга - „Everything is Awesome“ – LEGO: Филмът - „I'll Get You What You Want (Cockatoo in Malibu)“ – Muppets Most Wanted - „I'm Not Gonna Miss You“ – Glen Campbell: I'll Be Me - „Split the Difference“ – Юношество - „What Is Love“ – Рио 2 |
| Декори | Костюми |
| - Гранд хотел „Будапеща“ - Бърдмен - Ярост - Игра на кодове - Господарка на злото - Ной | - Гранд хотел „Будапеща“ - Бел - Вдън горите - Господарка на злото - Ной - Истинският Сен Лоран |
| Визуални ефекти | Звук |
| - Зората на планетата на маймуните - Пазители на Галактиката - Интерстелар - Вдън горите - Ной - Трансформърс: Ера на изтребление                                                                                                   | - Камшичен удар - Не казвай сбогом - Вдън горите - Ной - Снежен снаряд - Трансформърс: Ера на изтребление |

### Телевизия
| Сериал – драма | Сериал – комедия |
| --- | --- |
| - Хирургът - Аферата - The Fall - Фарго - Halt and Catch Fire - Ханибал - Къща от карти - Истински детектив | - Transparent - Alpha House - Теория за Големия взрив - Brooklyn Nine-Nine - Луи - Оранжевото е новото черно - Silicon Valley - Вице |
| Минисериал | Телевизионен филм |
| - Олив Китридж - 24: Не умирай днес - Endeavour - Fleming: The Man Who Would Be Bond - Happy Valley - The Honourable Woman - The Roosevelts - Шерлок - The Spoils of Babylon                                                                 | - Return to Zero - The Gabby Douglas Story - Обикновено сърце - The Trip to Bountiful - Turks & Caicos |
| Жанров сериал | Tелевизионен актьорски състав |
| - Викторианска готика - Зловеща семейна история: Фрийк шоу - Игра на тронове - Досиетата Грим - Останалите - Слийпи Холоу - Заразата - Живите мъртви                                                                                         | Хирургът – Клайв Оуен, Андре Холанд, Джеръми Боб, Джулиет Райланс, Ив Хюсън, Майкъл Ангарано, Крис Съливан, Кара Сеймур, Ерик Джонсън, Дейвид Фиеро, Мая Казан, Леон Адисън Браун, Грейнджър Хайнс и Мат Фрюър                                   |
| Актьор в сериал – драма | Актриса в сериал – драма |
| - Клайв Оуен – Хирургът - Мартин Фрийман – Фарго - Уди Харелсън – Истински детектив - Чарли Хънам – Синове на анархията - Мадс Микелсен – Ханибал - Лий Пейс – Halt and Catch Fire - Майкъл Шийн – Masters of Sex - Били Боб Торнтън – Фарго | - Кери Ръсел – Американците - Джилиън Андерсън – The Fall - Лизи Каплан – Masters of Sex - Ева Грийн – Викторианска готика - Джулиана Маргулис – Добрата съпруга - Татяна Маслани – Клонинги - Рут Уилсън – Аферата - Робин Райт – Къща от карти |
| Актьор в сериал – комедия | Актриса в сериал – комедия |
| - Джефри Тамбор – Transparent - Луи Си Кей – Луи - Джон Гудман – Alpha House - Уилям Мейси – Безсрамници - Томас Мидълдич – Silicon Valley - Джим Парсънс – Теория за Големия взрив                                                          | - Минди Калинг – The Mindy Project - Зоуи Дешанел – Кое е това момиче? - Иди Фалко – Сестра Джаки - Джулия Луи-Драйфъс – Вице - Еми Росъм – Безсрамници - Тейлър Шилинг – Оранжевото е новото черно                                              |
| Актьор в минисериал или телевизионен филм | Актриса в минисериал или телевизионен филм |
| - Марк Ръфало – Обикновено сърце - Доминик Купър – Fleming: The Man Who Would Be Bond - Ричард Дженкинс – Олив Китридж - Стивън Ри – The Honourable Woman - Дейвид Сушей – Agatha Christie's Poirot - Кийфър Съдърланд – 24: Не умирай днес  | - Франсис Макдорманд – Олив Китридж - Маги Джилънхол – The Honourable Woman - Сара Ланкашир – Happy Valley - Сисели Тайсън – The Trip to Bountiful - Кристен Уиг – The Spoils of Babylon                                                         |
| Актьор в поддържаща телевизионна роля | Актриса в поддържаща телевизионна роля |
| - Рори Киниър – Викторианска готика - Мат Бомър – Обикновено сърце - Питър Динклидж – Игра на тронове - Кристофър Екълстън – Останалите - Андре Холанд – Хирургът - Джими Смитс – Синове на анархията                                        | - Сара Полсън – Зловеща семейна история: Фрийк шоу - Ан Дауд – Останалите - Зои Казан – Олив Китридж - Мишел Монахан – Истински детектив - Алисън Толман – Фарго - Никола Уокър – Last Tango in Halifax                                          |